# Teatre de la Natura
S'anomenà Teatre de la Natura –i també Teatre de la Naturalesa o Teatre Natura– les manifestacions teatrals a l’aire lliure que es feren entre els darrers anys del segle XIX i primers del segle XX, en l’estela del teatre modernista, que situaven l’escena en plena naturalesa aprofitant el rerefons del paisatge com a escenari.
El fenomen és hereu de les representacions de finals del segle XIX en alguns llocs de França i es va desenvolupar durant tot el primer quart del segle XX, lligat a les idees estètiques del nou «teatre poètic» del Modernisme, i vinculat a la moda burgesa de l'estiueig. Així, entre 1898 i 1928 es van representar obres teatrals en boscos, platges, parcs i jardins, i també en places de toros, velòdroms o altres zones obertes de diversos indrets de Catalunya, com per exemple Figueres, la Garriga, Sabadell, Badalona, Martorell, Matadepera, Vallvidrera, Viladrau, Olot, Prada... i  la mateixa Barcelona.

## Precedents
Sembla que el fenomen té l'origen al poble alsacià de Bussang, i fou creat per Maurice Pottecher el 1895. En foren ressò les representacions teatrals a l'aire lliure a les Arenes de Besiers, organitzades per Fernand Castelbon de Beauxhostes. A Catalunya, trobem la primera mostra de Teatre de la Natura en la posada en escena el 10 d’octubre de 1898 d’Ifigènia a Tàurida, de Goethe, traduïda per Joan Maragall, una representació dirigida per Adrià Gual que tingué lloc als jardins de la casa del marquès d’Alfarràs, actual parc del Laberint d’Horta. Sembla que fou aquesta la primera tragèdia grega representada a Barcelona, i es va fer precisament a l'aire lliure. L’esdeveniment es repetí l'any següent amb l'obra Interior, de Maurice Maeterlinck i a la tardor del 1908 amb l'escenificació d'El somni d'una nit d'estiu, de Shakespeare, durant la visita dels reis a Barcelona.

## Representacions
- El 12 de juny del 1910, Adrià Gual va dirigir, a Figueres, per les festes de la Santa Creu, una versió teatral del poema Canigó, de Verdaguer, en una adaptació de Josep Carner amb música de Jaume Pahissa. a la plaça de les Arenes de Figueres, en el que sembla que fou de les primeres mostres de Teatre de la Natura a Catalunya.

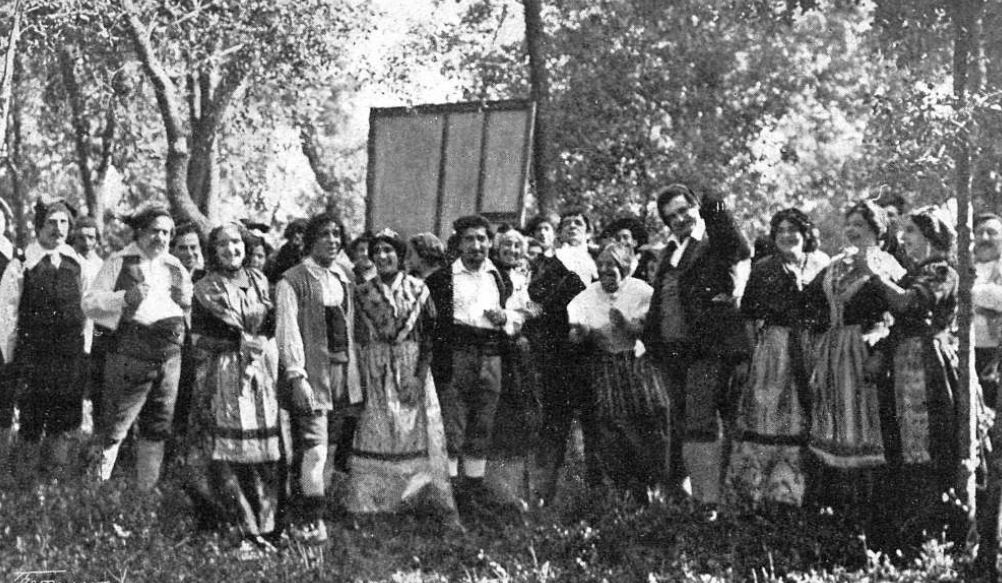
Actrius i actors de Flors de cingle, Teatre de la Naturalesa de la Garriga, 1911

- Actrius i actors de Flors de cingle, Teatre de la Naturalesa de la Garriga, 1911El 3 de setembre del 1911 fou la primera escenificació del Teatre de la Naturalesa a la Garriga, on es va estrenar Flors de cingle, obra d'Ignasi Iglésias, al Bosc del Tarrés.
- L’any 1912 es va fer a la platja de Roses una triple funció amb les obres clàssiques Filoctetes, El cíclop i Prometeu,  amb una assistència de prop de 4.000 persones, que superà la previsió de 800 cadires.[8]
- El 30 d'agost del 1914 se celebrà la segona representació del Teatre de la Naturalesa al Bosc del Tarrés de la Garriga. S'hi estrenà La viola d'or, d'Apel·les Mestres, amb música d'Enric Morera, dirigida per Adrià Gual.
- L'any 1915, a l'ermita de la Marededeu del Remei de Caldes de Montbui, durant l’Aplec del Remei, s’hi va representar L’alegria que passa, de Santiago Rusiñol.Entrada a una funció del Teatre de la Naturalesa

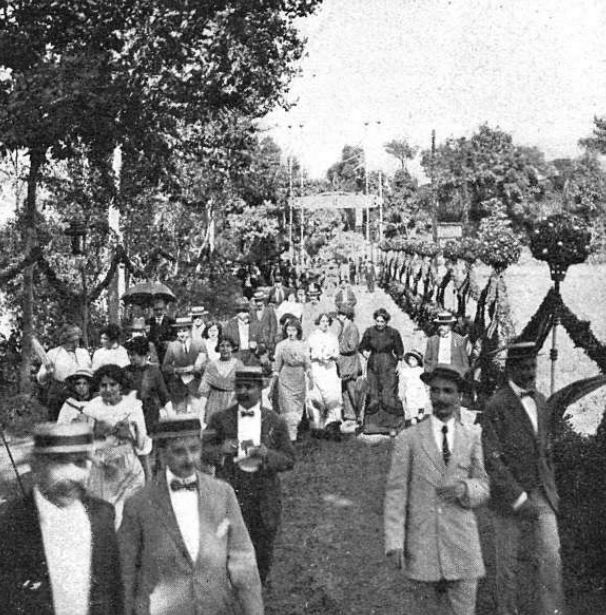
Entrada a una funció del Teatre de la Naturalesa

- L'1 d'agost del 1915 es va representar Terra Baixa, d'Àngel Guimerà, al Bosc de Can Feu de Sabadell amb els actors Enric Borràs i Ramona Mestres.[9]
- L'11 de juliol del mateix any, s'estrenava la versió catalana de L'arlesiana, d'Alphonse Daudet, amb música escènica de Bizet, al Teatre de la Natura de Vallvidrera.[10][11]
- I el 13 d'agost es va representar novament Terra Baixa, a la platja de Badalona, i Aida i Marina al Teatre Líric Natura de Martorell.
- El 15 d'agost del 1915 es representava Maruxa, d'Amadeu Vives, a Cardedeu, al bosc del Casal de Vilaba, actualment pertanyent a la Roca.
- El 9 de juliol del 1916 es va representar I Pagliacci, de Ruggero Leoncavallo, al Teatre de la Natura de Vallvidrera, al Bosc Miralles del Casino de Vallvidrera.[12]
- El 6 d'agost del 1916 l'Orfeó Gracienc va obsequiar el seus socis amb un concert al Teatre de la Natura de Vallvidrera.[13]
- El 13 d'agost del 1916 es va representar, adreçada a la canalla, també a Vallvidrera, Hansel und Gretel, de Humperdink, traduïda al català per Joan Maragall i Anton Ribera.[14]
- El 1917 es va representar l’òpera Carmen, de Bizet, a Can Feu de Sabadell.[1][8][2]